# Edward Zajączek
Edward Jan Zajączek ps. Wolf (ur. 7 września 1901 w Lesie, zm. 27 lutego 1942 w Auschwitz) – działacz Narodowej Demokracji w okresie międzywojennym, działacz ruchu oporu podczas II wojny światowej, kapitan Wojska Polskiego.

## Życiorys
Urodził się w rodzinie Franciszka i Antoniny z Nyczów ze Ślemienia-Lasu na Żywiecczyźnie. Uczęszczał do gimnazjów w Wadowicach i Krakowie. Tam też ukończył seminarium nauczycielskie, został nauczycielem języka polskiego i historii. W okresie wojny polsko-bolszewickiej służył w 67 Pułku Piechoty, zdemobilizowany w stopniu porucznika. W latach 1920–1925 uczył w szkołach łódzkich.
W Łodzi został członkiem Związku Ludowo-Narodowego i z jego ramienia wyjechał w 1925 roku do Bielska, gdzie objął funkcję sekretarza zarządu okręgowego ZLN. Został tam również kierownikiem placówki społeczno-kulturalnej działającej pod nazwą Dom Polski. W 1927 został sekretarzem Obozu Wielkiej Polski na okręg podhalański. W 1929 został oboźnym Obozu Wielkiej Polski na powiaty: bielski, bialski, żywiecki, wadowicki i makowski. Po rozwiązaniu OWP, w styczniu 1933 stanął na czele Sekcji Młodych Stronnictwa Narodowego.
W celu rozszerzenia wpływów endecji na sferę robotniczą utworzył Narodowy Związek Robotniczy im. Stanisława Stojałowskiego, skupiający robotników polskich z Bielska i okolic do narodowej i ekonomicznej walki z niemieckimi i żydowskimi pracodawcami. Głosił: "Bez robotników ani przeciw robotnikom nie zbudujemy Wielkiej Polski". Był prezesem miejscowego oddziału Zjednoczenia Zawodowego „Praca Polska”.
W latach 1929–1939 był redaktorem i wydawcą miesięcznika "Młody Narodowiec", współredagował także czasopisma "Głos Robotniczy" i "Hasło Polki". 23 lipca 1935 do 13 października 1935 przebywał w obozie w Berezie Kartuskiej jako kara za działalność opozycyjną.
Podczas kampanii wrześniowej nie został zmobilizowany pomimo stopnia kapitana rezerwy. Pod okupacją niemiecką udzielał pomocy żydowskiemu adwokatowi dr. Danielowi Grossowi. Przystąpił też do tworzenia konspiracyjnej organizacji polityczno-wojskowej "Patria", która zrzeszała młodzież i przedwojennych członków ugrupowań narodowych. W grudniu 1939 weszła ona w skład Narodowej Organizacji Wojskowej. Pełnił funkcję prezesa Okręgu Cieszyńsko-Podhalańskiego Stronnictwa Narodowego. W lutym 1940, bez zgody władz centralnych SN, podporządkował się wraz z całą podległą mu strukturą NOW Związkowi Walki Zbrojnej. W ZWZ został inspektorem Obwodu Bielskiego Okręgu Śląskiego obejmującego powiaty: bialski, bielski, chrzanowski, oświęcimski, wadowicki, żywiecki i miasto Bielsko. Brał także udział w tworzeniu podziemnej administracji cywilnej, należał do tzw. Śląskiej Rady Wojewódzkiej, która później weszła w skład struktur Delegatury Rządu RP na Kraj, był członkiem poddelegatury terenowej dla zachodniego Podbeskidzia z siedzibą w Bielsku. Działał pod pseudonimem "Wolf".
Został aresztowany przez Gestapo 21 listopada 1940. Po śledztwie wywieziono go 18 grudnia 1941 do KL Auschwitz, gdzie zmarł w bunkrze głodowym bloku nr 11 w dniu 27 lutego 1942.
W 2001 uhonorowano go pośmiertnie tytułem zasłużonego dla Bielska-Białej.
Od sierpnia 1924 żonaty z Zofią Kucharczyk, córką Antoniego i chrześnicą ks. Stanisława Stojałowskiego. Miał z nią troje dzieci: syna Romana oraz córki: Alicję i Krystynę.